# Bloc (volley-ball)
Pour les articles homonymes, voir Bloc.

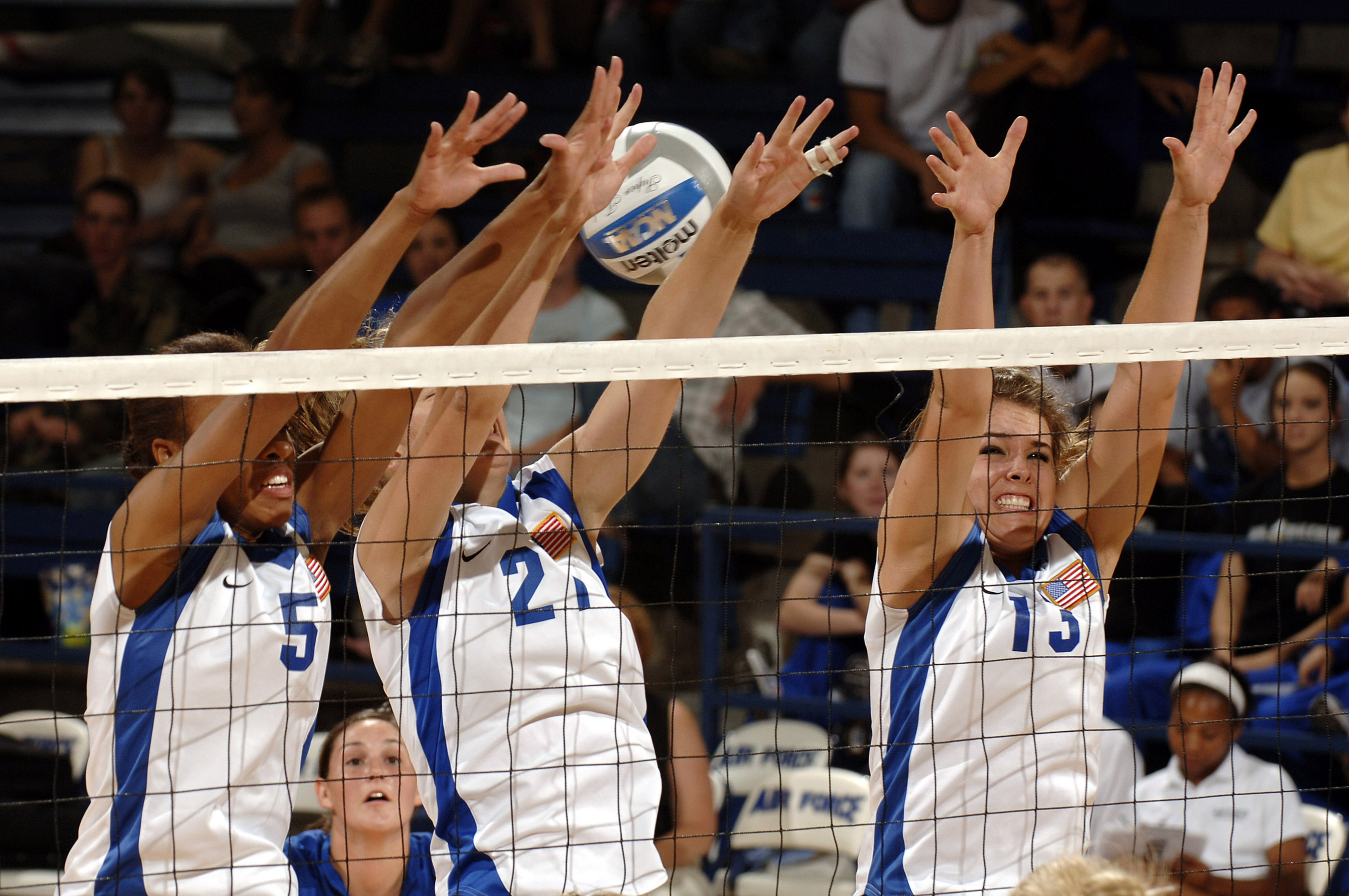
Un bloc

Le bloc (ou contre) est un mouvement défensif (il n'est pas compté parmi les 3 touches autorisées). Son objectif est d'empêcher le ballon de passer dans son camp tout en faisant tomber le ballon dans le terrain adverse. Dans certaines options tactiques, il peut être « défensif » afin de conserver le ballon dans son camp en facilitant le jeu des défenseurs pour enchaîner sur une phase d'attaque. Le libéro ne peut ni contrer, ni effectuer une tentative de contre (c’est-à-dire sauter lors d'un contre seul ou à plusieurs sans intention réelle de contrer). Un joueur arrière ne peut pas contrer ou participer à un contre effectif. Enfin, un service ne peut pas être contré.

## Les fautes au bloc
Les fautes au bloc sont les suivantes :
- La balle tombe en dehors du terrain après le bloc (bloc out).
- Le joueur qui bloque touche le ballon du côté de l'équipe adverse sur une passe. Cela est cependant autorisé si le ballon se dirige vers le camp adverse.
- Un bloc du ballon à l'extérieur de l'antenne (ou « mire »).
- Un joueur arrière (poste 1, 6 et 5) ou le libéro (qui est forcément arrière) participe à un bloc individuel ou en groupe.

## Illustrations
- Un block-out
- Un bloc réussi